# گروه ننکینگ
گروه ننکینگ (انگلیسی: Nenking Group) شرکت خوشه‌ای چینی است، که در سال ۱۹۹۸ توسط ژانگ نایشیونگ تأسیس شد.